# Helen Maria Williams
Pour les articles homonymes, voir Williams.
Helen Maria Williams (17 juin 1759 - 15 décembre 1827) est une romancière britannique, une poétesse et une traductrice d'ouvrages en langue française. En rupture avec l'Église d'Angleterre, elle était en faveur de l'abolition de l'esclavage ainsi que des idéaux de la Révolution française. Emprisonnée à Paris durant la Terreur, elle passa cependant une grande partie de sa vie en France. Elle est particulièrement connue pour sa traduction en anglais de l'œuvre de Bernardin de Saint-Pierre, Paul et Virginie.
Elle est inhumée au cimetière du Père-Lachaise (39e division).

## Œuvres
- Lettre, A Rouen : De l'imprimerie de P. Seyer & Behourt, 1791. (OCLC 12857180)

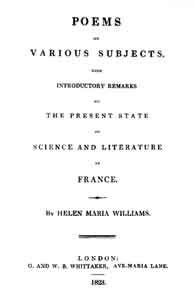
Page de titre des Poems on Various Subjects : With Introductory Remarks on the Present State of Science and Literature in France par Helen Maria Williams

- Nouveau voyage en Suisse, Paris : Charles Pougens … , 1798. (OCLC 52978814)
- Aperçu de l'état des mœurs et des opinions dans la République Française : vers la fin du XVIIIe siècle, Paris : Chez les Frères Levrault, 1801. (OCLC 9095170)
- The history of Perourou, the bellows-mender with other amusing and instructive histories. Baltimore Md. : Printed for G. Douglas, 1802. (OCLC 15436585)
- Correspondance politique et confidentielle inédite de Louis XVI, avec ses frères, et plusieurs personnes célèbres, pendant les dernières années de son règne, et jusqu'à sa mort, Paris, Debray, an XI, 1803. (OCLC 15932459)
- Poems on various subjects with introductory remarks on the present state of science and literature in France, London : W. B. Whittaker, 1823. (OCLC 70345528)
- Souvenirs de la Révolution française, Paris : Dondey-Dupré, 1827. (OCLC 6347738)